# Celithemis
Celithemis ist eine aus acht Arten bestehende Libellengattung. Die Gattung gehört zur Unterfamilie Leucorrhiniinae und wurde 1861 durch Hermann August Hagen beschrieben. Als Generotyp diente eine bis dahin als Libellula eponina bezeichnete Libelle. Das Verbreitungsgebiet erstreckt sich vom Südosten Kanadas über den Osten der Vereinigten Staaten bis nach Kuba und in die Bahamas.

## Merkmale
Celithemis-Arten sind kleine bis mittelgroße Libellen und erreichen Längen zwischen 26 und 43 Millimetern. Der blaue, beziehungsweise schwarze Hinterleib (Abdomen) besitzt bei einigen Arten gelbe oder rote Flecken. Der Pterothorax, der Teil des Brustkorbes (Thorax) an dem die Flügel ansetzen ist rötlich mit schwarzen Streifen oder gänzlich schwarz. Insbesondere ihre Hinterflügel sind stark verbreitert. Zudem haben sie meist ein braunes oder oranges Muster.

## Systematik
Folgende Arten werden zur Gattung Celithemis gezählt:
- Celithemis amanda
- Celithemis bertha
- Celithemis elisa
- Celithemis eponina
- Celithemis fasciata
- Celithemis martha
- Celithemis ornata
- Celithemis verna